# 후카 폭포

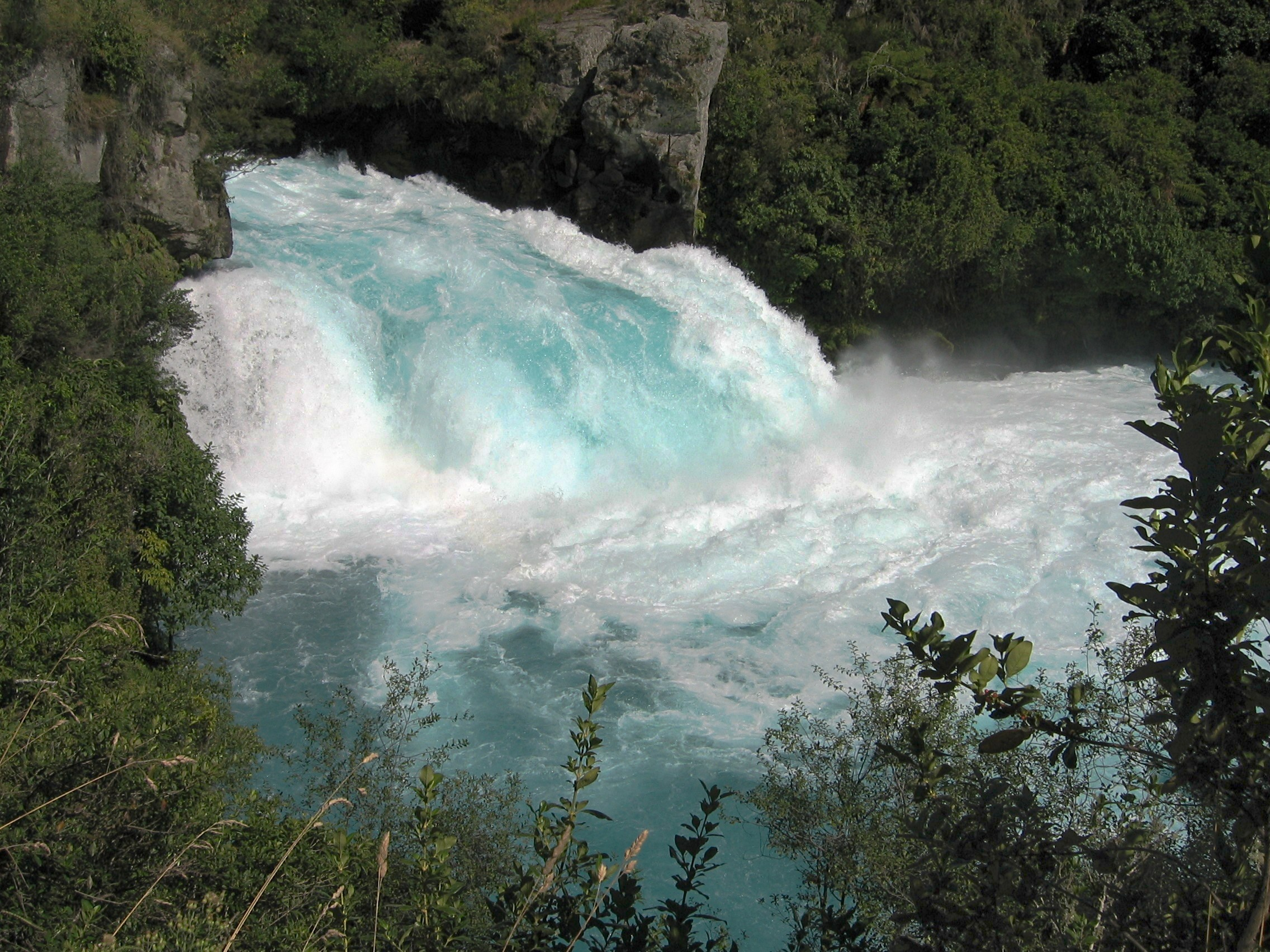
후카 폭포

후카 폭포(The Huka Falls)는 뉴질랜드 북섬 타우포 호수에서 흘러나온 물이 와이카토강에 이르러 생긴 일련의 폭포를 말한다.

## 개요
후카 폭포에서 몇 백미터를 거슬러 올라가면, 와이카토 강이 대략 100m에서 15미터 폭 정도로 좁아진다. 이 협곡은 26,500년 전에 분출된 타우포의 오루아누이 분출이 있기 전에 침전된 호수 바닥으로 깍인다. 따라서 흐르는 물의 량은 초당 22만 리터 정도가 된다. 폭포의 꼭대기에는 약 8m 정도에서 떨어지는 2개의 작은 폭포가 있다. 가장 인상적인 하단 층의 폭포는 11m 높이에서 떨어진다. 원칙적으로는 6m이지만, 물의 흐름이 11m 높이까지 올라가 간다.
뉴질랜드에는 더 높은 폭포가 있기는 하지만, 이 폭포는 인기 있는 관광지이며, 타우포와 가깝게 있고, 1번 국도를 통해 쉽게 접근이 가능하다. 《후카 제트》(Hukafalls Jet)는 폭포의 바로 몇 미터 아래까지 관광객을 데려다 준다.

## 갤러리

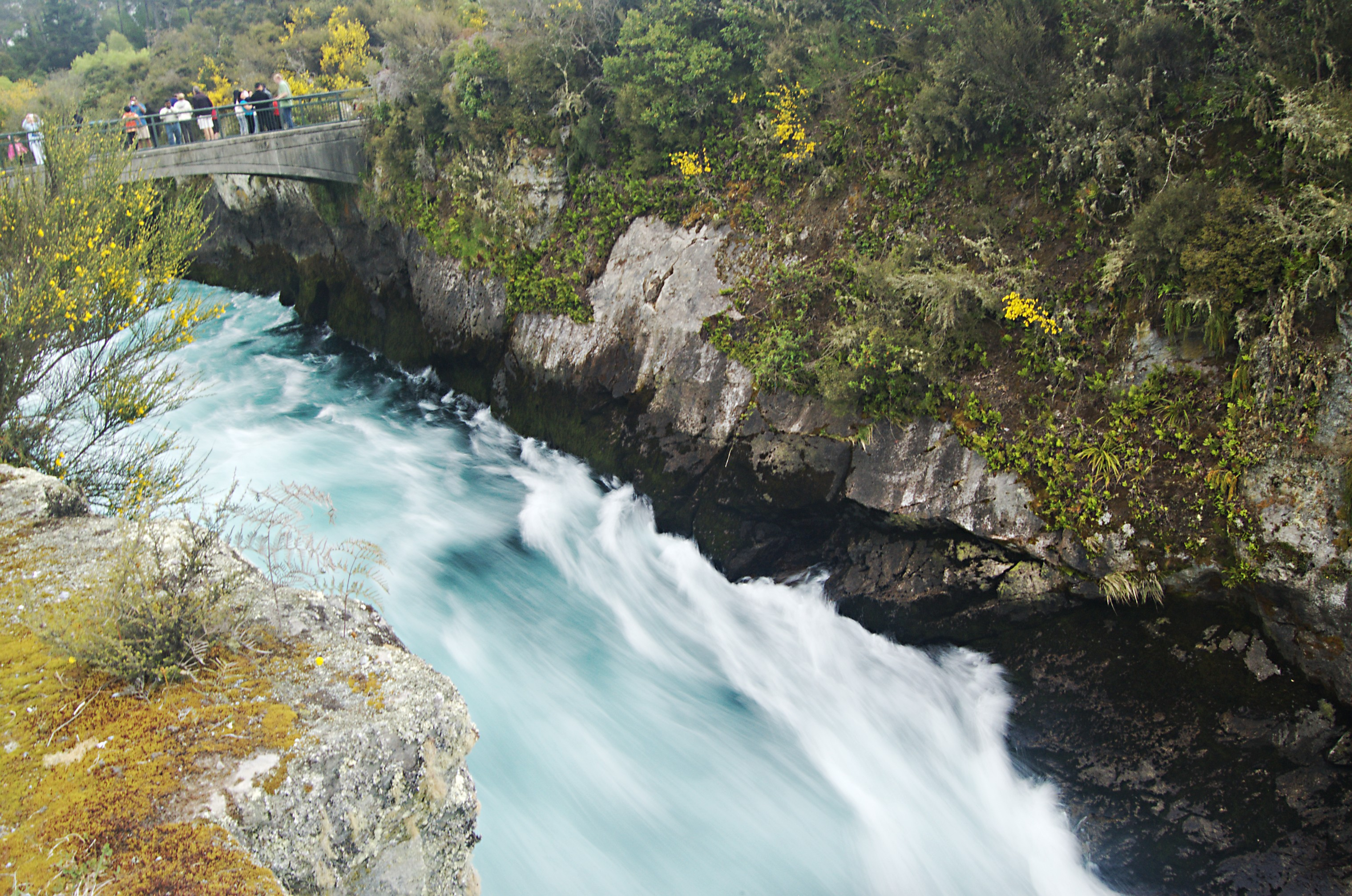
관광객 다리가 있는 좁은 협곡
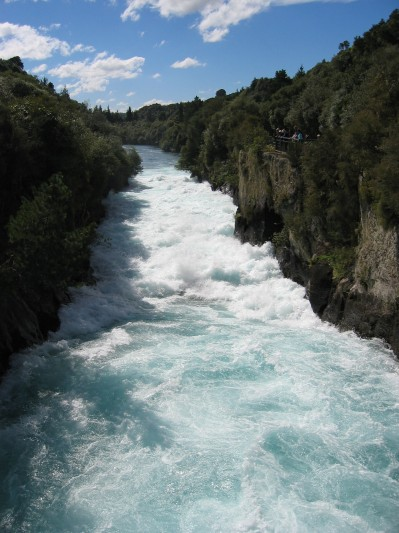
빠르게 흐르는 협곡
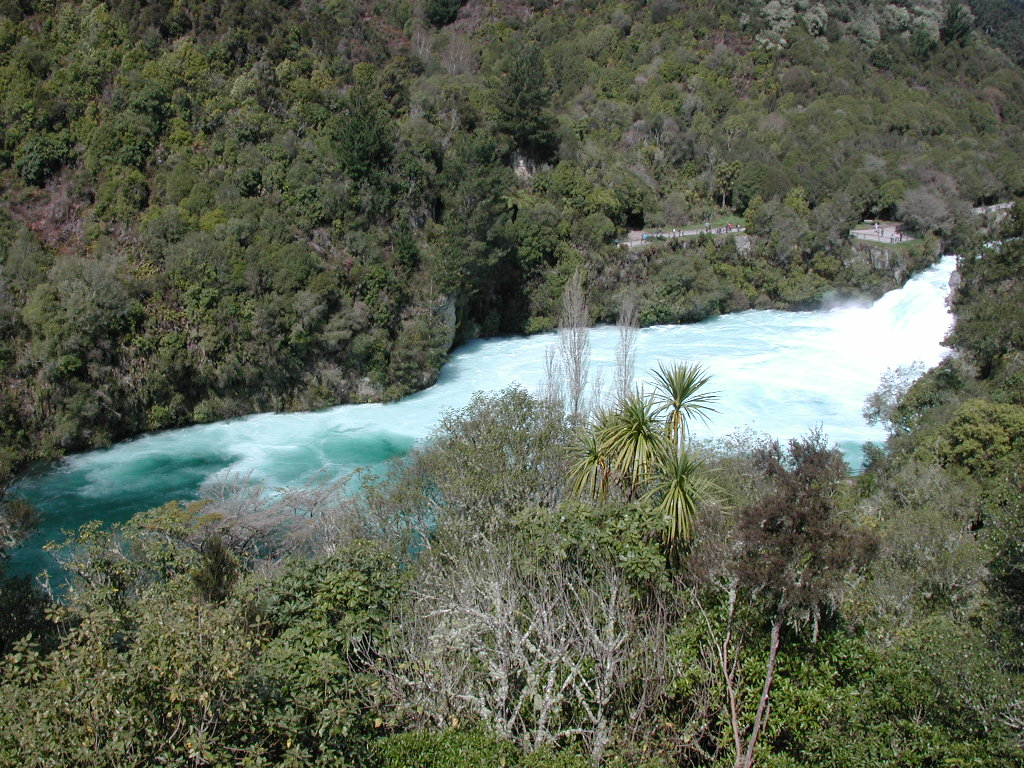
후카 폭포에서 본 와이카토 강